# David O'Connor (équitation)
Pour les articles homonymes, voir David O'Connor.
David O'Connor est un cavalier professionnel américain de concours complet (CCE) de haut niveau. Au cours de sa carrière, il a remporté une médaille d'argent par équipe aux Jeux olympiques d'été de 1996, une médaille d'or individuelle et une médaille de bronze par équipe aux Jeux olympiques d'été de 2000, ainsi qu'une médaille d'or par équipe et une médaille d'argent individuelle aux Jeux panaméricains de 2007.
Il est marié à la cavalière Karen O'Connor.